# Union des athées
 (mars 2017).
Si vous disposez d'ouvrages ou d'articles de référence ou si vous connaissez des sites web de qualité traitant du thème abordé ici, merci de compléter l'article en donnant les références utiles à sa vérifiabilité et en les liant à la section « Notes et références ».
L'Union des athées est une association française fondée en 1970 par Albert Beaughon qui a pour ambition la promotion de l'athéisme et le rassemblement de ceux qui y adhérent. C'est la plus ancienne association athée française. L'athéisme est le fait de ne croire en aucune divinité supérieure et une attitude intellectuelle unissant un rationalisme kantien large et ouvert à une liberté de pensée.

## Histoire de l'Union
L'Union des athées fut fondée en 1970 par Albert Beaughon, qui fut son premier président, et Auguste Closse. L'Union est fondée dans le but de regrouper tous ceux qui considèrent qu'une croyance est un obstacle au progrès de l'esprit humain, et qu'une réflexion cohérente ne peut se fonder que sur des hypothèses qui ne sont jamais des « Vérités », et doivent toujours pouvoir être remises en question.

## Conception de l'athéisme
Les athées ont une conception matérialiste de l'univers. Ils pensent qu'il n'existe pas d'esprit sans matière et qu'il n'y a que des degrés d'organisation divers de celle-ci. À la notion de divinité, l'Union n'oppose ni des a priori, ni des extrapolations de caractère idéaliste, qui présenteraient inévitablement, selon elle, des défauts comparables à ceux qu'elle dénonce. Ainsi, au déisme, elle n'oppose pas une Science qui expliquerait tout, mais une éthique qui tient l'Homme pour premier objet d'importance. Ainsi, l'homme, plutôt que Dieu, est la mesure de toute chose.
De même, à la thèse de la perfection divine, l'Union n'oppose pas une prétendue évolution vers la perfection, le concept de perfection ayant, selon elle, un caractère indéfinissable et subjectif. Si l'Union refuse toute croyance au sens large du terme, elle s'oppose en particulier aux croyances religieuses et à toute forme de vérité dite révélée, de telles vérités étant selon l'Union sources irrationnelles d'aliénation, de division, de fanatisme et de conflits sanglants entre groupes humains. Elle considère en outre les rites comme des comportements immatures.
Ainsi, sans prétendre apporter de solution définitive aux grands problèmes de l'humanité, l'Union des athées se dit être d'un caractère humaniste.
L'Union des athées affirme la nécessité d'une société laïque dans laquelle tous les citoyens jouissent de la même considération, quelles que soient leurs convictions, leurs croyances, leurs idées, et où la tolérance n'exclut pas la libre critique : la tolérance impose le respect des individus, mais pas celui de leurs opinions, de leurs rites, de leurs traditions ou de leurs croyances. L'Union des athées estime indispensable que l'athéisme et son histoire soient enseignés au même titre que les autres conceptions philosophiques et religieuses. L'Union des athées est publique, elle est ouverte à tous ceux qui approuvent ses idées et son action.

## Présidents
Le président actuel est Bernard Guillon.

## Publication
L'Union des athées publie trimestriellement La Tribune des athées.